# Enviken
Enviken ist ein Ort (tätort) in der schwedischen Provinz Dalarnas län und der historischen Provinz Dalarna. Der Ort liegt etwa 25 Kilometer nördlich von Falun am Riksväg 50 (Bergslagsdiagonalen) und gehört zur Gemeinde Falun.
Eniviken ist bekannt für das Plattenlabel „Enviken Records“, von dem hauptsächlich Rock-’n’-Roll-Musik produziert wird.

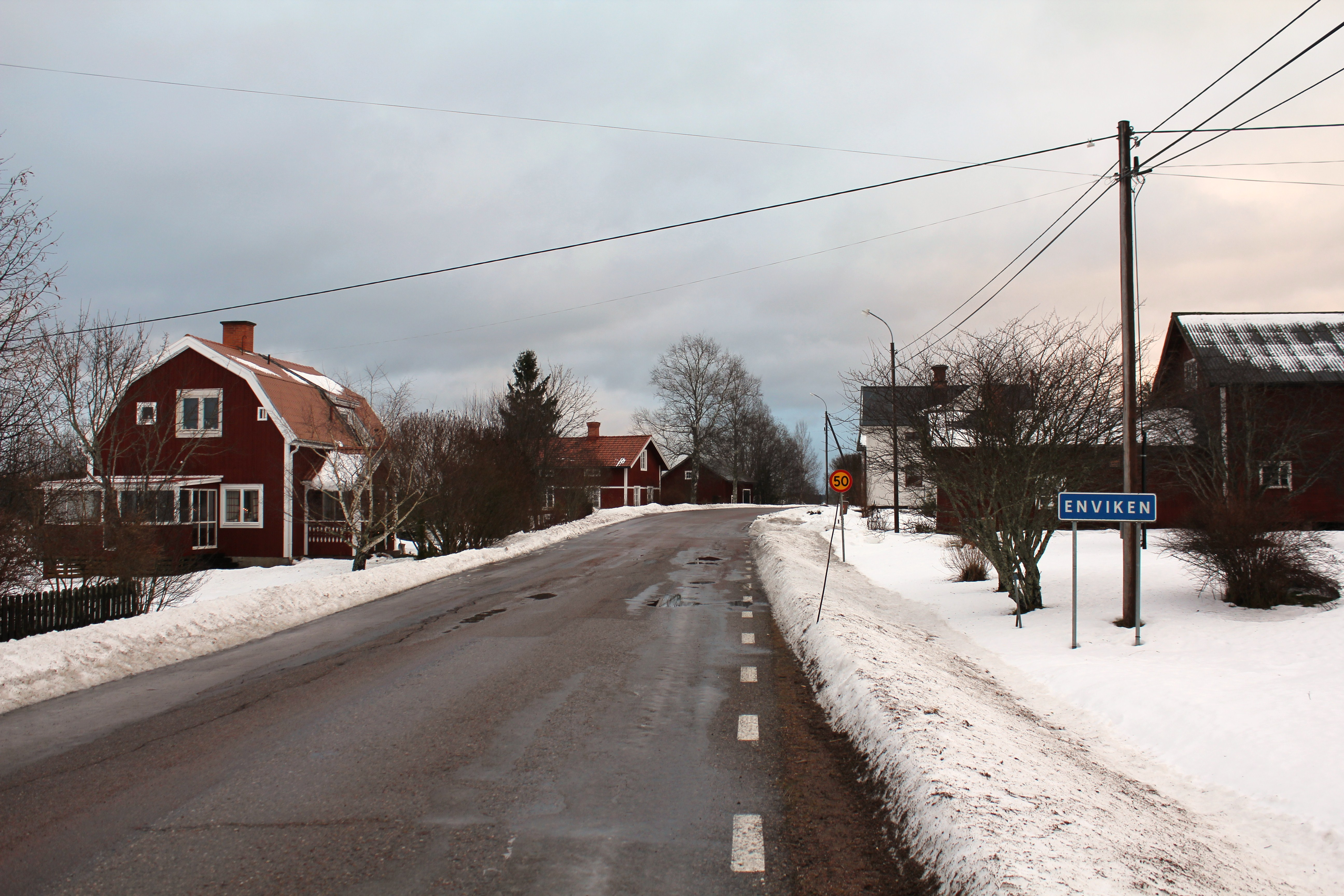
Östlicher Teil
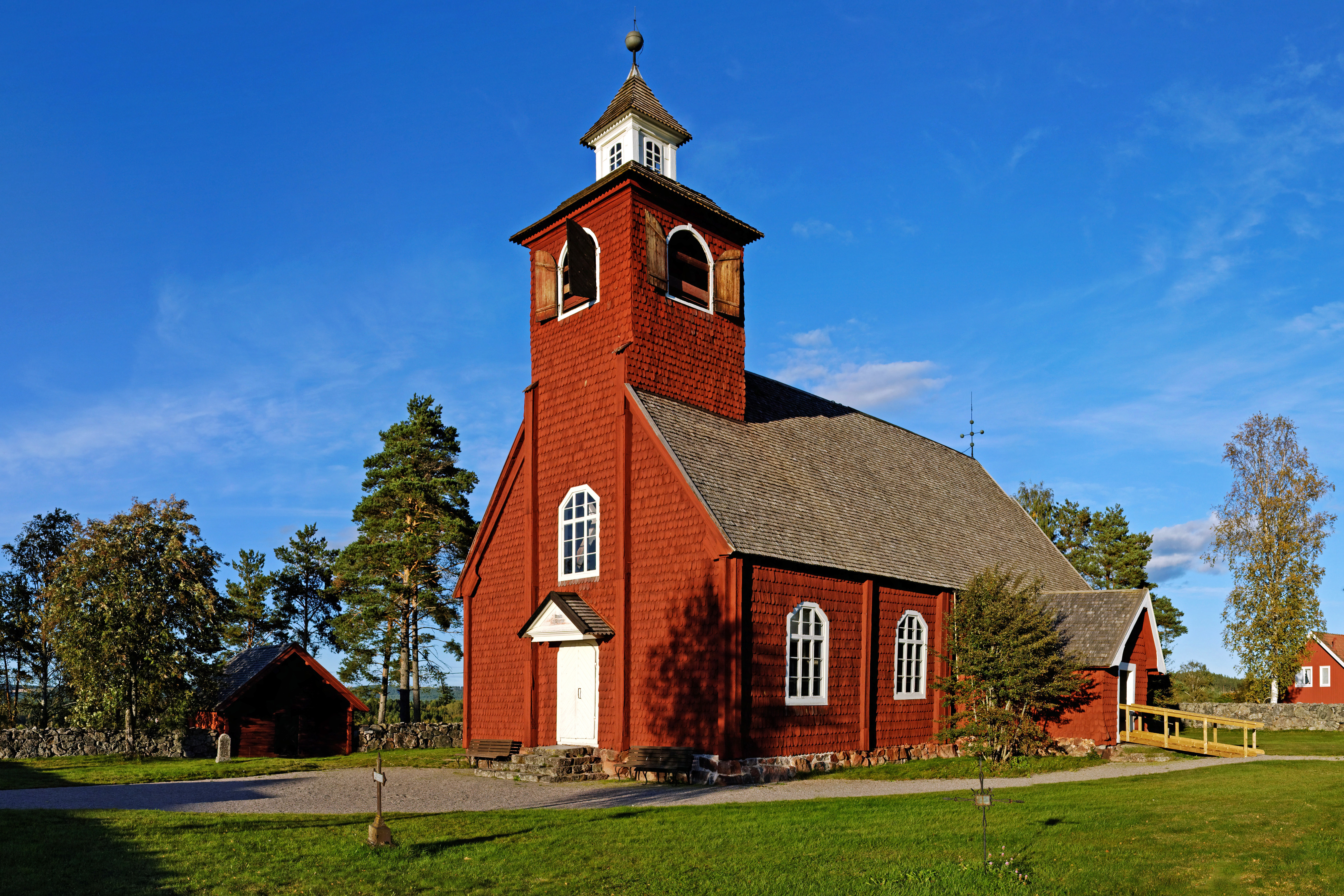
Alte Kirche
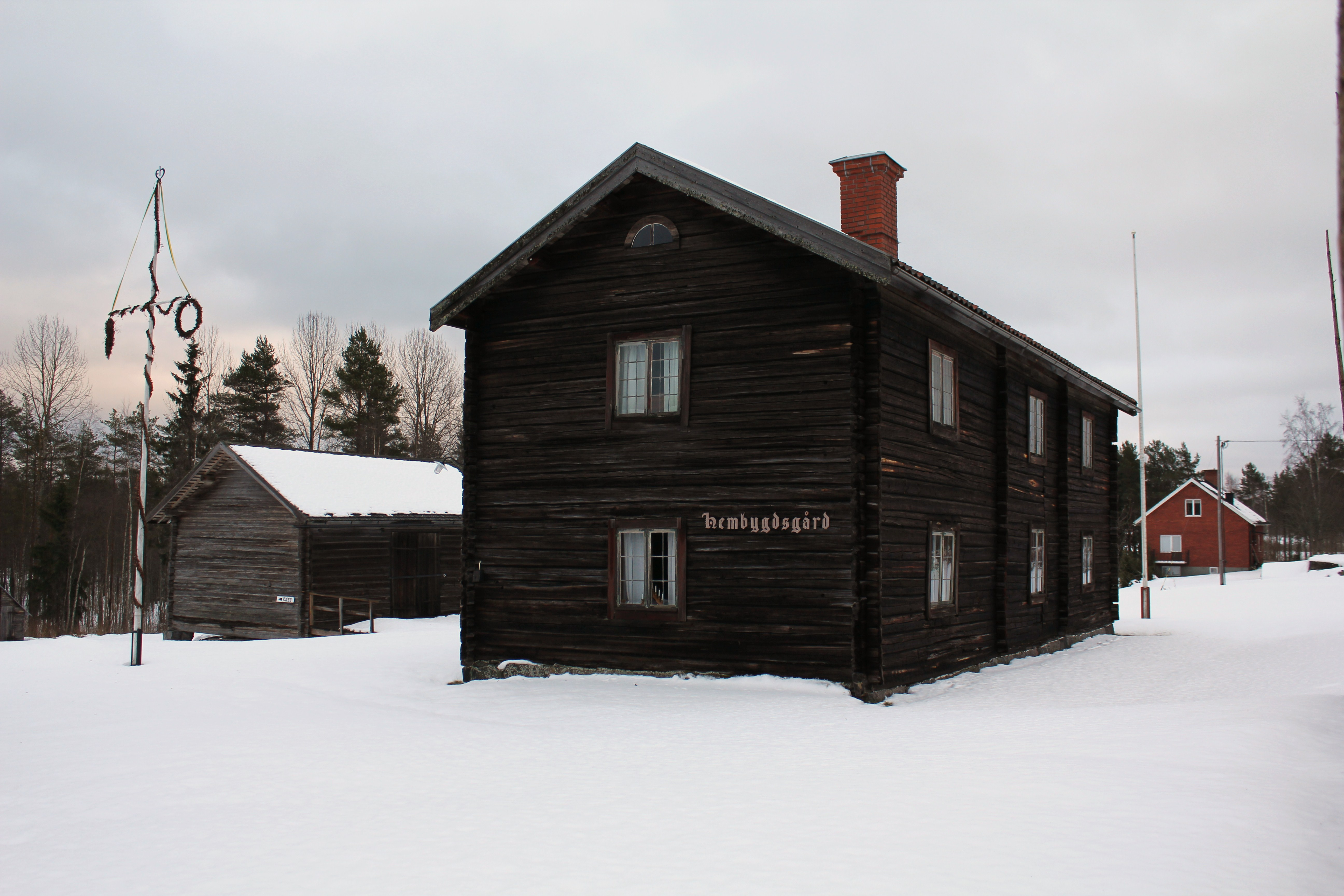
Görasgården